# Bulldozer

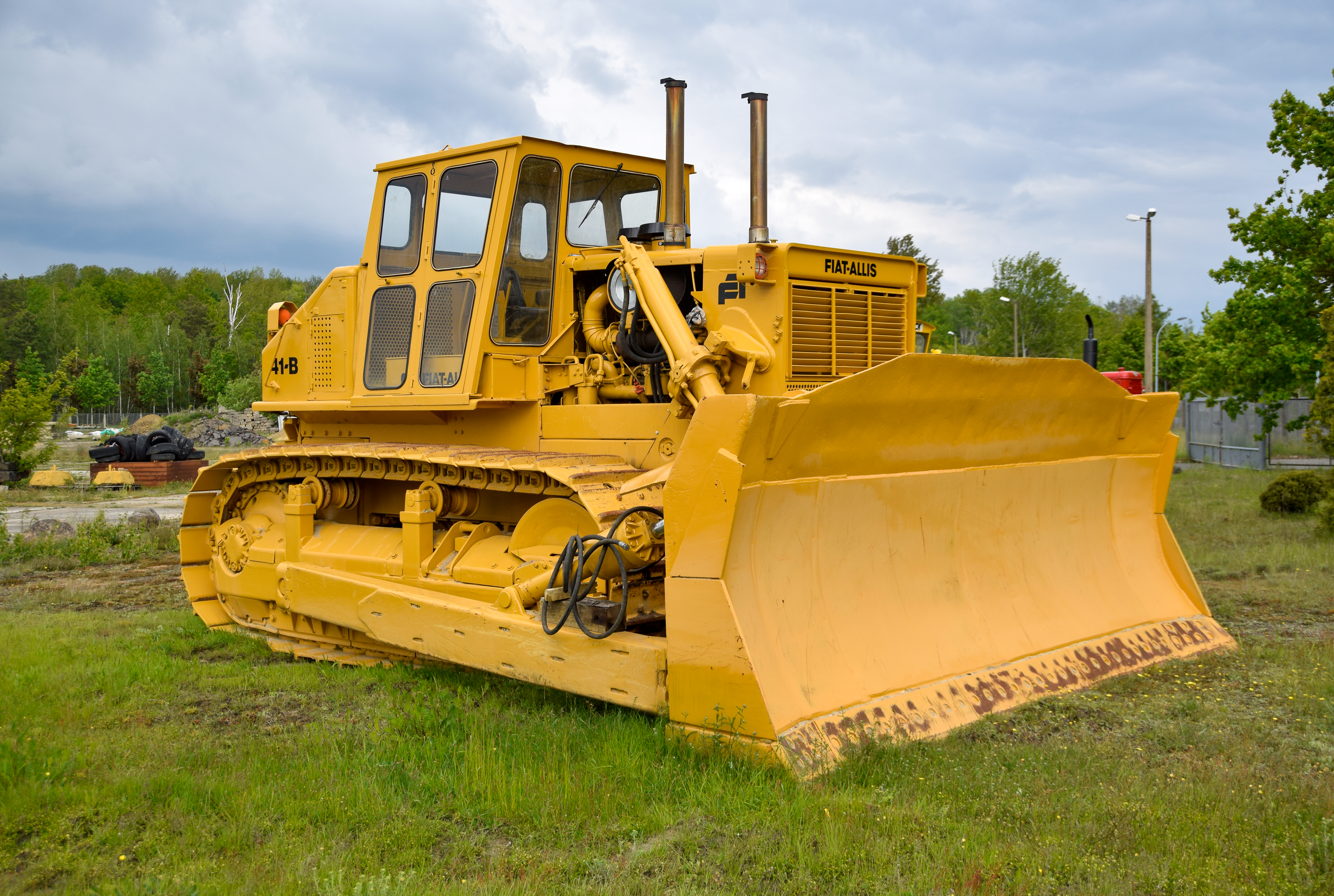
Bulldozer Fiat-Allis 41-B

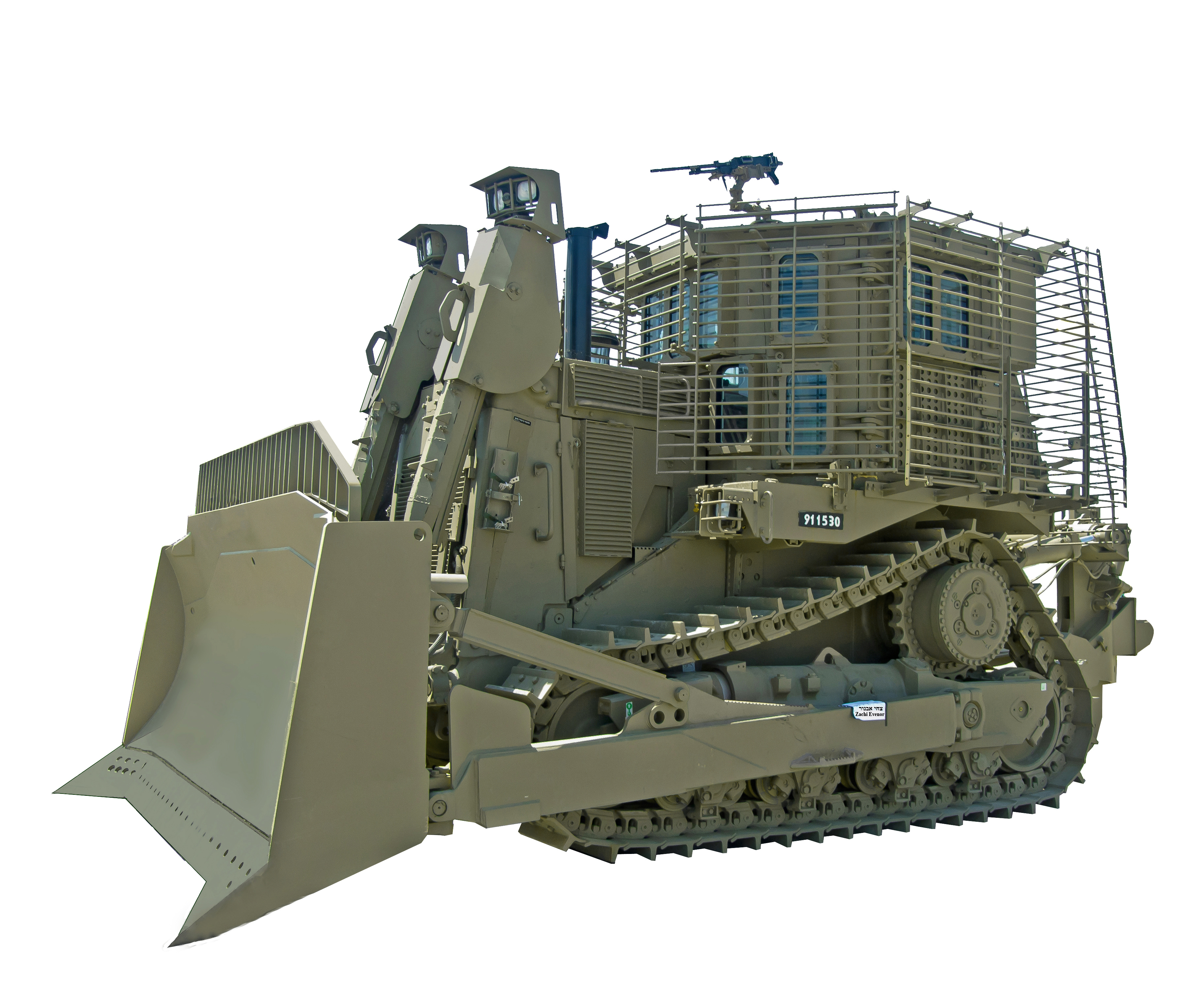
Un bulldozer corazzato Caterpillar D9 delle IDF

Il bulldozer o apripista (in inglese bulldozer, letteralmente "prepotentone") è un mezzo meccanico per lo spostamento della terra.

## Storia
Fu inventato nel 1923 da uno dei costruttori dei primi trattori, Benjamin Holt. Il primo modello era dotato di un motore a vapore, piuttosto ingombrante e anche poco pratico, mentre il primo con motore Diesel fu introdotto otto anni più tardi, nel 1931.
La diffusione avvenne al termine della seconda guerra mondiale, principalmente per liberare dalle macerie le città distrutte d'Europa; i primi modelli erano di ridotte dimensioni e con ruote, mentre quelli utilizzati nel dopo guerra erano enormi, potentissimi e dotati di cingoli come i carri armati. Da qui la nascita dei bulldozer corazzati.
Si narra che a Berlino, distrutta dai bombardamenti, gli operatori degli apripista affissero un cartello, diffondendolo per tutto il mondo: "Se volete vedere Berlino in macerie, fate presto, perché il prossimo anno non ce ne saranno più”. E tennero fede alla promessa.
Il nome inglese parrebbe derivare da un'alterazione di bulldose (= "dose da toro", metafora per "bastonatura pesante"), ma l'etimo è incerto.

## Normativa
Nella Comunità Europea i bulldozer sono soggetti a restrizioni sulle emissioni di rumore attraverso la Direttiva 2000/14/CE del Parlamento europeo e del Consiglio dell'8 maggio 2000 sul ravvicinamento delle legislazioni degli Stati membri concernenti l'emissione acustica ambientale delle macchine ed attrezzature destinate a funzionare all'aperto.